# Love Scene (Version 6)
Pistes de Zabriskie Point
Unknown Song Love Scene (Version 4)
Love Scene (Version 6) est une pièce instrumentale blues du groupe de rock progressif Pink Floyd incluse sur le disque bonus de la réédition de 1997 de la bande originale du film Zabriskie Point (ce disque inclut les chansons qui n'ont pas été retenues pour la bande son du film). Cette pièce était prévue pour jouer lors de la scène de sexe (la Love Scene) du film. Le titre Love Scene était originellement le nom du morceau par Jerry Garcia qui fut utilisée pour la bande son du film.